# Desamorfosis
Desamorfosis (estilizado como desAMORfosis) é o décimo sétimo álbum de estúdio da cantora mexicana Thalía. Foi lançado em 14 de maio de 2021 pela Sony Music Latin.
O título brinca com as palavras "desamor" e "metamorfose", em espanhol, como se fosse uma "metamorfose do desamor".
O álbum começou a ser criado em 2019, mas todo o processo foi interrompido em decorrência da pandemia do novo coronavírus. Durante o confinamento, a cantora fez "curso intensivo" com seu engenheiro de som e aprendeu a gravar sozinha em seu estúdio, que localizava-se em um quartinho "pequeno", no apartamento onde ela mora em Nova York.
Apesar da divulgação o álbum não obteve o desempenho dos álbuns anteriores da cantora. Tornou-se o primeiro álbum de estúdio de sua carreira a não aparecer nas paradas musicais da revista Billboard, algo que vinha acontecendo desde 1992, quando ela lançou Love que atingiu a posição de número 15 na tabela de Latin Pop Albums.

## Singles e lançamento
O álbum foi precedido por quatro singles, incluindo "Ya Tú Me Conoces" lançado em todas as plataformas digitais em 24 de janeiro de 2020, como o single principal. Essa foi a segunda vez que Thalía colaborou com Ricky Montaner, que escreveu seu single "Por Lo Que Reste De Vida", de 2014.
O segundo single lançado foi "La Luz", um dueto com Myke Towers lançado em 28 de agosto do mesmo ano.
O terceiro single lançado foi "Tick Tock", no qual ela canta com Farina e Sofía Reyes, que alcançou o 9º lugar nas vendas de canções digitais pop latinas da Billboard.
Em 4 de maio de 2021, a cantora anunciou o lançamento do álbum para o próximo dia 14, em sua página do Instagram, sugerindo aos fãs que reservassem o álbum em suas plataformas digitais favoritas para serem os primeiros a ouvi-lo e terem acesso exclusivo ao site "Universo desAMORfosis" onde encontrariam conteúdos exclusivos e surpresas. Ela também postou a capa do álbum, na qual aparece mostrando seu corpo adornado com joias e pérolas em tons dourados, no centro há uma adaga e um coração, enquanto na cabeça tem uma coroa muito resplandecente.

## Promoção
Thalía apareceu no The Tonight Show com Jimmy Fallon em 11 de maio de 2021, como convidada musical especial para promover o álbum, a aparição incluiu a estreia do videoclipe do quarto single do álbum, "Mojito". Uma semana depois, em 18 de maio de 2021, Thalía apareceu como convidada especial no programa Today para falar sobre o álbum e promovê-lo um pouco mais.

## Lista de faixas
| Edição Padrão  |                                                            | |         |  |
| N.º            | Título                                                     | Compositores | Duração |  |
| 1.             | "Mojito"                                                   | Thalía, Rafael Rodríguez, Daniel Rondón, Andrea Mangiamarchi                                                                              | 2:53    |  |
| 2.             | "Eres Mío"                                                 | Luis Barrera Jr., Édgar Barrera, Patrick Ingunza, Viviana Ochoa                                                                           | 2:01    |  |
| 3.             | "Mal y Bien"                                               | Thalía, Johan Espinosa, Andres Echavarría, Yoel Henríquez, Pablo Preciado                                                                 | 3:18    |  |
| 4.             | "Bolsito Caro"                                             | Thalía, Santiago Castaño, Espinosa, Echavarria, Daniel Valencia, Duvalier Torres, Jorge Villa, Douglas Tovar                              | 2:22    |  |
| 5.             | "No Te Vi" (com Maffio)                                    | Thalía, Carlos Peralta, Andy Bauza, Andy Clay, Sabino Luis, Ricardo Garzozi, Alexia Valle                                                 | 3:11    |  |
| 6.             | "La Luz" (com Myke Towers)                                 | Thalía, Alberto Meléndez, Manuel Lara, Marco Masis, Christopher Ramos, Maria Chiluiza, Michael Monge, Alejandro Borrero, Ivanni Rodríguez | 2:02    |  |
| 7.             | "Por Qué"                                                  | Thalía, Rafael Queiroz | 2:22    |  |
| 8.             | "Cancelado"                                                | Rafinha RSQ, Matheus Santos | 1:56    |  |
| 9.             | "Secreto" (com Jhayco)                                     | Thalía, Marcos Masis | 2:00    |  |
| 10.            | "Ya Tú Me Conoces" (com Mau y Ricky)                       | Édgar Barrera, Jon Leone, Camilo Echeverry, Ricardo Montaner, Mauricio Montaner, Luis O'Neill, Víctor Viera Moore                         | 3:15    |  |
| 11.            | "Tick Tock" (com Sofía Reyes e Farina)                     | Thalía, Andy Clay, Farina Franco, Úrsula Piñeyro, Viviana Baptista, Santiago Castillo, Luigi Castillo, Daniel Rondón                      | 2:51    |  |
| 12.            | "Empecemos"                                                | Thalía, Judith Buendía | 3:06    |  |
| 13.            | "Barrio"                                                   | Thalía, Jeffrey Penalva | 4:02    |  |
| 14.            | "Tu Boca (Bonus Track)" (com Banda MS de Sergio Lizárraga) | Thalía, Barrera, Horacio Palencia | 3:18    |  |
| Duração total: | Duração total:                                             | Duração total: | 38:42   |  |